# 이성태
이성태(1945년 6월 20일 ~ )는 대한민국의 금융인이며, 제23대 한국은행 총재를 역임했다. 총재 역임 당시 강한 소신과 원칙주의로 한국은행을 이끌어 나갔으며, 한국은행의 존재목적인 「물가 안정」에 기여한 공로가 컸다. 후임은 김중수이다.

## 학력
- 부산상업고등학교 졸업
- 서울대학교 상과대학 경영학과 학사
- 일리노이 대학교 대학원 경제학 석사

## 경력
- 학군사관 출신
- 1971. 한국은행 입행
- 1994. 한국은행 창원지점장
- 1995. 한국은행 홍보부, 관리부, 기획부장
- 1999~2000 한국은행 조사국장
- 2000~2003 한국은행 조사담당 부총재보
- 2003~2006 한국은행 부총재
- 2006~2010 한국은행 총재